# 2. Klasse A 1911-1912
La 2. Klasse A 1911-1912 è stata la prima edizione del campionato austriaco di calcio di seconda categoria. Organizzata dalla Niederösterreichischer Fussballverband, vide competere 10 squadre, aventi tutte sede a Vienna e dintorni.
Il campionato iniziò il 3 settembre e si concluse il 14 luglio 1912 con la vittoria finale del Wacker.

## Stagione

### Formula
Partecipano 10 squadre in un girone all'italiana. Due punti per la vittoria, un punto per il pareggio e zero punti per la sconfitta. La squadra prima classificata è proclamata campione della categoria e partecipa allo spareggio promozione/retrocessione, affrontando la squadra ultima classificata della 1. Klasse.

## Squadre partecipanti
| Club                | Stagione | Città  | Stadio       |
| ------------------- | -------- | ------ | ------------ |
| Bewegungsspieler    | dettagli | Vienna | ...          |
| Blue Star           | dettagli | Vienna | ...          |
| Donaustadt          | dettagli | Vienna | ...          |
| Favoritner Vorwärts | dettagli | Vienna | ...          |
| Ober St. Veit       | dettagli | Vienna | ...          |
| Red Star Vienna     | dettagli | Vienna | ...          |
| Südmark             | dettagli | Vienna | ...          |
| Nussdorfer          | dettagli | Vienna | ...          |
| Wacker              | dettagli | Vienna | Wacker-Platz |
| Wiener Sportfreunde | dettagli | Vienna | ...          |

## Classifica finale
|  | Pos. | Squadra                | Pt | G  | V | N | P | GF | GS | DR  |
|  | ---- | ---------------------- | -- | -- | - | - | - | -- | -- | --- |
|  | 1.   | Wacker                 | 25 | 17 |   |   |   | 31 | 18 | +13 |
|  | 2.   | Blue Star Vienna       | 21 | 18 |   |   |   | 40 | 30 | +10 |
|  | 3.   | SC Ober St. Veit       | 21 | 18 |   |   |   | 42 | 36 | +6  |
|  | 4.   | Red Star Wien          | 20 | 18 |   |   |   | 37 | 28 | +9  |
|  | 5.   | SC Donaustadt          | 18 | 18 |   |   |   | 35 | 24 | +11 |
|  | 6.   | Wiener Sportfreunde    | 18 | 16 |   |   |   | 26 | 20 | +6  |
|  | 7.   | SK Favoritner Vorwärts | 17 | 18 |   |   |   | 36 | 35 | +1  |
|  | 8.   | SC Südmark             | 15 | 17 |   |   |   | 27 | 36 | -11 |
|  | 9.   | Wr. Bewegungsspieler   | 13 | 18 |   |   |   | 32 | 31 | +1  |
|  | 10.  | Nussdorfer AC          | 8  | 18 |   |   |   | 13 | 61 | -48 |

Legenda:
      Ammessa allo spareggio promozione/retrocessione.
      Retrocessione
Regolamento:
Due punti a vittoria, uno a pareggio, zero a sconfitta.
In caso di arrivo di due o più squadre a pari punti in testa o in coda della classifica, si gioca una o più partite di spareggio.

### Spareggio promozione/retrocessione
|              | Risultato |        | Luogo e data           |
| ------------ | --------- | ------ | ---------------------- |
| Rudolfshügel | 6 - 0     | Wacker | Vienna, 25 agosto 1912 |
|              |           |        |                        |